# Kacper Pempel
Kacper Pempel (ur. 1977 w Warszawie) – polski fotograf.

## Życiorys
Jego ojciec był fotografem. Już w latach licealnych pracował dla lokalnego wydania Gazety Wyborczej. Ukończył studia na wydziale operatorskim Państwowej Wyższej Szkoły Filmowej, Telewizyjnej i Teatralnej im. Leona Schillera w Łodzi. Jak deklaruje najbardziej szokującym wydarzeniem w jego karierze była katastrofa smoleńska. Od 2007 pracuje dla agencji prasowej Reuters. Zajmuje się fotografią reporterską (newsy), polityczną, wydarzeniami kulturalnymi i sportami, takimi jak piłka nożna i skoki narciarskie. 

## Nagrody
Nagrody:
- laureat konkursu Grand Press Photo,
- laureat konkursu BZ WBK Press Photo[1].